# The Duke of Chimney Butte
Pour plus de détails, voir Fiche technique et Distribution.
The Duke of Chimney Butte est un western muet réalisé par Frank Borzage, et sorti en 1921.

## Synopsis
Vendeur itinérant d'une machine à peler les pommes de terre, ouvrir les boîtes de conserve, retirer des clous, etc., le jeune Lambert tombe par hasard sur un groupe de cow-boys en train de dîner dans un ranch. Il gagne rapidement leur admiration par ses exploits et devient un de leurs chefs, en se révélant un cavalier hors pair. Son travail est d'aider et de protéger Vesta Philbrook, qui essaye de gérer son ranch malgré les nombreux raids des voleurs de bétail. Le "Duke" se lance dans une campagne contre ces voleurs et après une série d'aventures, aidé par son ami Taters, il parvient à tuer leur chef et ainsi à capturer l'amour de Vesta.

## Fiche technique
- Titre original : The Duke of Chimney Butte
- Réalisation : Frank Borzage
- Scénario : Marian Ainslee, d'après  le roman éponyme de George Washington Ogden
- Photographie : Jack MacKenzie
- Production : Andrew J. Callaghan
- Société de production : Fred Stone Productions
- Société de distribution : Robertson-Cole Pictures Corporation
- Pays de production :  États-Unis
- Langue : anglais
- Format : Noir et blanc - 35 mm - 1,37:1 - Muet
- Genre : western
- Durée : 50 minutes (5 bobines)
- Date de sortie :
  - États-Unis : 4 décembre 1921

## Distribution
- Fred Stone : Jeremeah Lambert
- Vola Vale : Vesta Philbrook
- Josie Sedgwick : Grace Kerr
- Chick Morrison : le fils Kerr
- Buck Connors : Taters
- Harry Dunkinson : Jedlick